# Claudio Dematté
Claudio Dematté (Trento, 4 marzo 1942 – Milano, 19 marzo 2004) è stato un economista e dirigente d'azienda italiano, professore di Economia aziendale presso l'Università Bocconi di Milano e fondatore della Scuola di Direzione Aziendale dello stesso ateneo. È stato anche presidente della RAI e presidente delle Ferrovie dello Stato.

## Biografia
Nato a Trento nel 1942, Claudio Dematté fu per molti anni professore ordinario di Economia aziendale presso l'Università Bocconi di Milano. Nel 1971 fondò la Scuola di Direzione Aziendale dello stesso ateneo, di cui fu prima direttore generale (dal 1973 al 1990) e poi presidente (dal 1996 al 2002). Nel 1988 fondò la rivista Economia & Management (Etas), di cui fu direttore editoriale fin dalla nascita.
La sua intensa attività di docente e studioso si concentrò soprattutto sui seguenti temi: strategia aziendale, strategie di internazionalizzazione, mercati creditizi, economia degli intermediari finanziari, gestione dell'impresa televisiva. Gli impegni accademici, peraltro, non gli impedirono di ricoprire incarichi aziendali di assoluto rilievo, che lo resero in qualche modo popolare anche presso il grande pubblico. Ha fatto anche parte dell'assemblea nazionale del Partito Socialista Italiano.
La sua nomina alla presidenza della Rai nel 1993 diede inizio alla cosiddetta «era dei professori», tentativo poco riuscito, anche a causa dei tempi brevissimi in cui si cercò di attuarlo, di superare la logica della lottizzazione della Rai. Si dimise, con l'intero consiglio di amministrazione, dopo le elezioni politiche del 1994 che segnarono la vittoria di Silvio Berlusconi e della coalizione di centro-destra.
Durante la gestione RAI dei "professori", con l'intenzione di ridurre le aree non produttive, furono cancellate molte strutture di punta dell'emittente, a partire dalla direzione del TG3 di Sandro Curzi e la direzione di Angelo Guglielmi della rete televisiva Rai 3, i cui direttori si dimisero per protesta.
Nel 1998 divenne presidente delle Ferrovie dello Stato. Fu membro di numerosi consigli di amministrazione, presidente di E.Capital Partners, società di advisoring nel corporate finance e nella finanza etica, e di Aifi, l'Associazione Italiana Private Equity e Venture Capital. 
Colpito da ictus a Milano nella notte tra il 18 e il 19 marzo 2004, Claudio Dematté morì poco dopo il ricovero all'ospedale Niguarda. Riposa in un colombaro al Cimitero Monumentale di Milano.
L'amico e giornalista Ferruccio de Bortoli così lo ricorda nella prefazione al volume Il mestiere di dirigere (Etas, 2004):

## Pubblicazioni

### Libri
- La valutazione delle capacità di credito nelle analisi di fido, Vallardi, Milano
- I mercati finanziari internazionali (con P. De Sury) (a cura di), Egea, Milano, 1992
- Economia degli Intermediari Finanziari (con G. Forestieri, P. Mottura) (a cura di), Egea, Milano, 1993
- Una cultura per l'impresa, Etas, Milano, 1996
- Strategia d'impresa (di G. Saloner, A. Shepard, J. Podolny) (curatela dell'edizione italiana con F. Perretti), Etas, Milano, 2002
- L'impresa televisiva. Principi economici e variabili strategiche (con Fabrizio Perretti), Etas, Milano, 2002 (seconda edizione)

### Articoli
- Gli editoriali che Claudio Dematté scrisse per la rivista Economia & Management sono stati raccolti nel libro Il mestiere di dirigere pubblicato dalla Etas nel 2004, alcuni mesi dopo la sua morte.